# Cristal Records
Cristal Records is een Frans platenlabel, dat onder meer klassieke muziek, jazz, blues, wereldmuziek, hiphop, popmuziek, accordeon-muziek en chansons uitbrengt. Het werd in 1996 opgericht door Eric Debègue en is gevestigd in La Rochelle.
De muziek in de verschillende genres wordt op verschillende sublabels uitgebracht. 7Music is bijvoorbeeld voor accordeonmuziek. In 2005 verkreeg het label de catalogus van het label RDC Records van Franck Hagege, dat gespecialiseerd was in jazz (zoals Django Reinhardt) en accordeonmuziek.
Musici die op het label uitkwamen zijn onder meer Françoise Atlan, Ablaye Cissoko, Nicolas Folmer met Daniel Humair, Hilario Duran, Jean-Pierre Mas, Antonio Faraò, David Reinhardt, François Jeanneau, Sophia Domancich, Sébastien Texier, Umberto Pagnini, Sylvain Beuf, Manu Dibango, Django Reinhardt, Olivier Hutman, Philippe Combelle, Carine Bonnefoy, Jack Diéval, Big Joe Turner, Wendo Kolosoy, Mamady Keïta, Milva met Astor Piazzolla, Yvette Horner, Otto Lechner met Arnaud Méthivier, Nino Ferrer en Marc Delmas.